# Nanda Devi
El Nanda Devi es la segunda montaña más alta de la India, y la más alta que se encuentra completamente dentro de ese país (el Kanchenjunga, en la frontera entre India y Nepal, es el pico más alto de la India), además de ser la vigésima tercera mayor elevación del planeta. Es parte del Himalaya Garhwal, y se localiza en el estado de Uttarakhand, entre el valle de Rishiganga en el oeste y el valle de Ghoriganga en el este. Su nombre significa Diosa dadora de felicidad. El pico es considerado la diosa patrona de los Himalaya Uttarakhand.
Está situado en el Parque Nacional Nanda Devi, que fue declarado Patrimonio de la Humanidad, junto con el Parque Nacional del Valle de las Flores,  por la Unesco en [1988, por su «sobresaliente importancia cultural y natural al patrimonio común de la humanidad».

## Descripción y rasgos notables
Nanda Devi es un macizo de doble pico, formando una cadena de dos kilómetros (1,2 millas) de largo, que corre de este a oeste. La cumbre occidental es de mayor altura, y la oriental es llamada Nanda Devi Este, o Nanda Devi Oriental. Juntos los picos son llamados los Picos gemelos de la diosa Nanda. La cima principal se encuentra protegida por una barrera circular que comprende algunas de las montañas más altas de los Himalayas Indios (uno de los cuales es el Nanda Devi Oriental), doce de los cuales superan los 6400 metros (21 000 pies) de altura, elevando su estado sagrado como la hija del Himalaya en la mitología y el folklore locales. El interior de este anillo casi insalvable es conocido como el Santuario Nanda Devi, y está protegido bajo el nombre de parque nacional Nanda Devi. El Nanda Devi Oriental se encuentra en el borde oriente del anillo (y del Parque), en la frontera de los distritos de Chamoli, Pithoragarh y Bageshwar.
Además de ser la vigésima tercera montaña más alta del mundo, Nanda Devi también es notable por su larga y empinada pendiente sobre el terreno local. Se eleva más de 3300 metros (10 800 pies) sobre su base inmediata del sudoeste en el Glaciar Dakkhni de Nanda Devi a unos 4,2 kilómetros, y su elevación sobre los glaciares del norte es similar. Esto la convierte en una de las elevaciones más empinadas del mundo, comparable en esta escala, por ejemplo, al perfil local del K2. Nanda Devi también es impresionante con respecto al terreno que está en los alrededores, ya que está rodeada por valles profundos. Por ejemplo, se eleva más de 6500 m sobre el valle del Ghoriganga, que está a solo 50 km.
En la parte norte del macizo se encuentra el glaciar Uttari de Nanda Devi, que fluye hacia el glaciar Uttari Rishi. Al sudoeste, se localiza el glaciar Dakkhni de Nanda Devi, fluyendo hacia el glaciar Dakkhni Rishi. Todos estos glaciares se encuentran dentro del Santuario, y escurren hacia el oeste al Rishiganga. Al este se localiza el glaciar Pachu, y al sudeste los glaciares Nandaghunti y Lawan, que alimentan al Lawan Gad; todos éstos escurren hacia el valle Milam. Hacia el sur está el glaciar Pindari, que escurre hacia el río Pindar. Justo al sur del Nanda Devi Oriental, dividiendo al escurrimiento del Lawan Gad del glaciar Dakkhni de Nanda Devi, está el paso Longstaff, a 5910 m, uno de los pasos altos que dan acceso al Santuario Nanda Devi.

## Exploración e historia de ascenso

### Nanda Devi (cima principal)

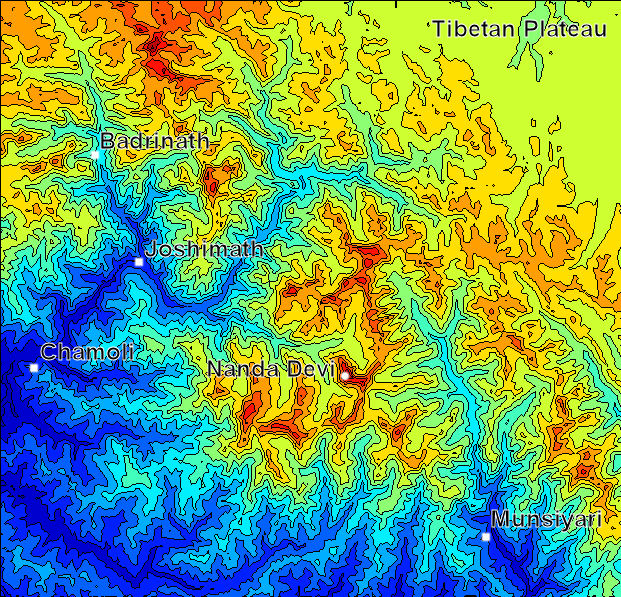
Mapa sombreado de la región de Nanda Devi.

El ascenso del Nanda Devi necesitó cincuenta años de arduas exploraciones en busca de un pasaje que llevara al Santuario. El paso es el Desfiladero Rishi, un cañón profundo y empinado que es muy difícil de atravesar sin incidentes, y es la parte más dificultosa en la entrada del Santuario; cualquier otra ruta incluye pasos peligrosos, el menor de los cuales es de 5180 m. En 1934, los exploradores británicos Eric Shipton y H. W. Tilman, con tres acompañantes sherpas, Angtharkay, Pasang y Kusang, finalmente descubrieron un camino a través del Desfiladero Rishi hacia el Santuario.
Cuando la montaña fue escalada más tarde, en 1936, por una expedición británica-estadounidense, se convirtió en la cima más alta alcanzada por el hombre hasta el ascenso del Annapurna en 1950, de 8091 m (aunque puntos más altos que no eran cimas ya habían sido alcanzados por los británicos en el Everest en los años 20. También involucró terreno más empinado y sostenido de lo que había sido intentado anteriormente a tales alturas. La expedición escaló la parte sur, también conocida como la Cadena Coxcomb, que lleva casi directamente a la cumbre principal. Los conquistadores de la cima fueron H. W. Tilman y Noel Odell; se suponía que Charles Houston estaría en el lugar de Tilman, pero contrajo un severo envenenamiento por la ingestión de algún alimento. El célebre alpinista y escritor H. Adams Carter también estaba en la expedición, que era notable por pequeña escala y ética de poco peso: solo incluía a siete alpinistas, y no usaban cuerdas ni ningún soporte Sherpa arriba de los 6200 m. Eric Shipton, quien no estuvo involucrado directamente en el ascenso, lo llamó «la mayor hazaña alpinista jamás lograda en el Himalaya».
Algunos intentos fueron hechos de 1965 a 1968 por la CIA para colocar un artefacto de espionaje que funcionara con plutonio en lo alto del Nanda Devi, para monitorear posible actividad nuclear de China en el Tíbet, pero el artefacto se perdió en una avalancha (reportes recientes indican que vestigios de radiación del artefacto han sido descubiertos en los sedimentos debajo de la montaña). La información actual no es concluyente, pero la ausencia de Pu-238 (el isótopo que hacía trabajar al aparato) en las muestras prueba que cualquier presencia de plutonio no pudo venir del artefacto. Como resultado de esta actividad, el Santuario fue cerrado a los expedicionistas extranjeros durante gran parte de los años 60, y no fue reabierto hasta 1974. 
Una dificultosa nueva ruta en el noroeste fue escalada por un equipo de trece personas en 1976. Tres estadounidenses, John Roskelley, Jim States y Lou Reichardt, llegaron a la cima el 1 de septiembre. La expedición fue coliderada por Louis Reichardt, H. Adams Carter (quien estuvo en la expedición de 1936) y Willi Unsoeld, quien escaló el Everest por la arista oeste en 1963. La hija de Unsoeld, Nanda Devi Unsoeld, quien fue llamada así por la montaña, murió en esta expedición. En 1981, la primera mujer en llegar a la cumbre era parte de una expedición india.

### Nanda Devi este

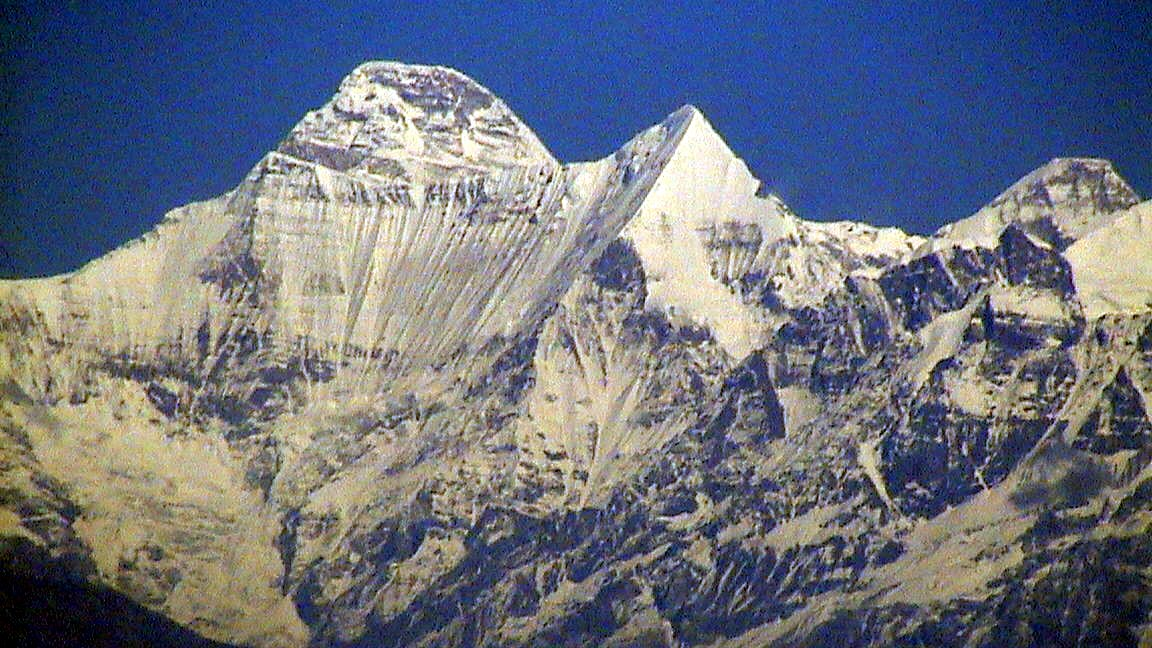
La cara suroeste del Nanda Devi, fotografiada desde la localidad de Kausani.

El Nanda Devi Oriental fue escalado por primera vez en 1939 por una expedición conformada por cuatro polacos, liderada por Adam Karpinski. Escalaron la parte sur, desde el paso Longstaff; esta sigue siendo la ruta acostumbrada en la montaña. Los que llegaron a la cima fueron J. Klaner, J. Bujak y D. Tsering (sherpa). Karpinski y Stefan Bernardzikiewicz murieron más tarde en un intento en el Trishuli.
El primer intento de atravesar el paso entre ambos picos (de la cima principal al Nanda Devi Oriental) resultó en la muerte del equipo, dos alpinistas franceses. El líder Roger Duplat y Gilbert Vignes desaparecieron en las montañas en alguna parte debajo de la cumbre principal. Tenzing Norgay estaba en un equipo de respaldo de esta expedición; él y Louis Dubost escalaron el Nanda Devi Oriental directamente (algunos años después le preguntarían a Norgay cuál había sido el ascenso más difícil que había realizado, esperando que respondiera el monte Everest, pero sorpresivamente dijo que fue el Nanda Devi Oriental).
El acceso estándar a la ruta de la parte sur, del valle Milam al este, pasa a través del glaciar Lawan vía Lawan Gad y de ahí al paso Lonstaff. El recorrido al campamento base atraviesa las villas de Munsiyari, Lilam, Bogudiar, Martoli, Nasanpatti, y Bhadeligwar. Una ruta alternativa asciende por la parte sudoeste, desde un campamento adentro del Santuario.

## Línea de tiempo parcial
- 1934: Primera entrada al Santuario interior por Eric Shipton y H. W. Tilman.
- 1936: Primer ascenso del Nanda Devi por Odell y Tilman.
- 1939: Primer ascenso del Nanda Devi Oriental por Klaner, Bujak y Tsering.
- 1951: Intento de travesía y muerte de Duplat y Vignes.
- 1975: Una expedición indo-francesa de 13 miembros incluyendo a Coudray, Renault, Sandhu, y Chand escalan el Nanda Devi Oriental por la cara sur.
- 1976: Un equipo indo-japonés de 21 miembros se acerca a la parte sur del pico principal y del Nanda Devi Oriental simultáneamente, y logran la primera travesía, yendo del Nanda Devi Oriental a la cumbre principal.
- 1981: Una expedición del ejército indio intenta alcanzar simultáneamente el Nanda Devi y el Nanda Devi Oriental. La cara sudoeste del Nanda Devi Oriental es escalada por primera vez, pero tanto Premjit Lal como Phu Dorjee mueren en el descenso. Otros tres —Daya Chand, Ram Singh, y Lakha Singh— también fallecen, originando el mayor número de decesos en la montaña.[cita requerida]
- 1981 (agosto-septiembre): Siete de los miembros de una expedición formada por cinco hombres y seis mujeres, incluyendo a la veterana escaladora india Chandraprabha Aitwal, alcanzan la cima.[8]

## Conservación
Después de la reapertura del Santuario en 1974 a los alpinistas y excursionistas extranjeros y locales, el frágil ecosistema fue rápidamente comprometido debido a la tala, basura y el pastoreo. Serios problemas ambientales fueron notados desde 1977, y el Santuario fue cerrado en 1983. Actualmente, Nanda Devi forma el núcleo de la Reserva de la Biosfera Nanda Devi (la cual incluye al parque nacional Nanda Devi), declarada por el gobierno indio en 1982. En 1988, el parque nacional Nanda Devi fue declarado por la Unesco como Patrimonio de la Humanidad de forma conjunta con el parque nacional del Valle de las Flores.
El santuario natural fue ampliado en el año 2005, abarcando una zona de protección de 71 783 ha y una zona de respeto de 514 286 ha. El Santuario entero, y por lo tanto la cima principal (y las zonas cercanas a las elevaciones) están fuera de los límites de los locales y de las expediciones de ascenso.
Una expedición de 1993 realizada por un equipo de 40 miembros del Regimiento de Rifleros de Garhwal del Ejército Indio tuvo como propósito verificar el estado de recuperación y retirar la basura dejada por algunas de las expediciones previas. La expedición también escaló la montaña con éxito. El Nanda Devi Oriental permanece abierto desde el lado este, que lleva a la ruta acostumbrada de la parte sur.